# Gymnázium dr. A. Hrdličky
Gymnázium dr. A. Hrdličky Humpolec (do roku 2023 Gymnázium dr. A. Hrdličky, Humpolec, Komenského 147) je všeobecné gymnázium, které se nachází v Humpolci v Komenského ulici v budově bývalé „evangelické školy“.

## Historie školy
Dne 5. září 1937 byla po dlouholeté snaze městského zastupitelstva, učitelstva a další pokrokové veřejnosti v Humpolci slavnostně otevřena městská reálka. Reálka měla sídlo v chlapecké škole (v nynější Školní ulici) a jejím ředitelem se stal významný univerzitní profesor dr. Quido Vetter. Přihlásilo se 70 žáků, z nichž byly vytvořeny dvě první třídy, a postupně se otevíraly další.
Město se staralo, aby škola měla svoji budovu, která by vyhovovala požadavkům moderní výuky. V roce 1939 byla vypsána sbírka na stavbu a do roka se sešlo 1 milion 800 tisíc korun. Stavba začala v srpnu 1941, ale z důvodu zákazu staveb škol v době 2. světové války byla přerušena. Ze stejného důvodu se musela městská reálka několikrát stěhovat (září 1938 – Dívčí obecná škola v Hradské ulici, září 1939 – Odborná škola pro ženská povolání v Husově ulici, září 1940 – budova ve Školní ulici, květen 1941 – Měšťanská škola v Podhradu, v té době byla reálka změněna za reálné gymnázium).
V roce 1943 bylo gymnázium změněno jen na nižší střední školu, žáci nejvyšších tříd mohli pokračovat ve studiu na gymnáziu v Havlíčkově Brodě. Gymnázium bylo obnoveno 24. 5. 1945, kdy začala pravidelná výuka. 1. 1. 1946 bylo gymnázium postátněno a pokračovaly práce na dostavbě budovy, které byly přerušeny v roce 1941. Po dokončení stavby však byl do budovy umístěn Domov důchodců. Poválečné poměry nepřály samostatnému rozvoji gymnázia.
Postupně se měnily i typy všeobecného vzdělání:
- 21. dubna 1948 – dvanáctiletá všeobecně vzdělávací škola
- 24. dubna 1953 – jedenáctiletá střední škola, stěhování do školy v Podhradu
- 1. září 1959 – dvanáctiletá střední škola
- 1. září 1961 – Střední všeobecně vzdělávací škola dr. A. Hrdličky a Základní devítiletá škola v Humpolci
- 1. září 1971 – Gymnázium dr. A. Hrdličky
- 1. září 1975 – víceoborová škola: Gymnázium dr. A. Hrdličky, Ekonomická škola a Střední ekonomická škola
- 1. září 1980 – osamostatnění Gymnázia dr. A. Hrdličky a přestěhování Střední ekonomické školy do Pelhřimova
- 1. září 1990 – obnovení osmiletého typu studia
- 1. září 1994 – přestěhování gymnázia do budovy v Komenského ulici

V roce 2017 oslavilo gymnázium 80. výročí založení školy.

### Současnost
Gymnázium se snaží studenty připravovat na studium na vysokých školách, většina studentů se na vysoké školy dostává. Studenti se také umísťují na prvních místech v soutěži Mládí Humpolec (soutěž o nejvšestrannějšího žáka a studenta). Škola sídlí ve dvou vzájemně propojených budovách. Stará budova je bývalá evanjelická škola, na které je dodnes původní nápis „evanjelická“. Areál školy doplňuje budova tělocvičny a hřiště. Nové státní maturity v roce 2011 ukázaly, že studenti oktávy a 4.A byli druzí nejlepší v Kraji Vysočina.
V roce 2023 byla škola přejmenována na z Gymnázium dr. A. Hrdličky, Humpolec, Komenského 147 na Gymnázium dr. A. Hrdličky Humpolec.

## Předměty
V nabídce gymnázia jsou předměty všeobecného zaměření. Z jazyků se vyučuje čeština a angličtina jako povinné předměty a němčina nebo francouzština jako druhý jazyk (povinně volitelný).

## Specializované učebny a prostory
Na gymnáziu se nachází několik specializovaných učeben.
- 2 počítačové učebny
- Laboratoře fyziky a chemie
- 4 jazykové učebny
- Jazyková laboratoř
- Specializované učebny biologie, dějepisu, fyziky, zeměpisu
- Učebny výtvarné a hudební výchovy
- Tělocvična a gymnastický sál
- Školní hřiště

## Vybavenost školy
Škola je vybavena deseti interaktivními tabulemi, v učebnách jsou počítače a videoprojektory či DVD přehrávače a televizory, jazykové učebny jsou vybaveny audiotechnikou. Studentům je k dispozici bezdrátové připojení na internet pomocí wifi a kopírka. Pro výuku jazyků je k dispozici moderní jazyková laboratoř. Ve školním roce 2013/14 byla zahájena výuka s tablety v primě osmiletého gymnázia.

## Zapojení do projektů
Gymnázium je zapojeno v mezinárodním projektu GLOBE a je nositelem projektu Nové metody interaktivní výuky na gymnáziích kraje Vysočina. GLOBE (Global Learning and Observation to Benefit the Environment) je dlouhodobý přírodovědný mezinárodní program pro žáky a studenty ve věku 12 až 18 let. GLOBE měření nabízí možnost, jak zajímavě poznat přírodní a životní prostředí v místě školy. Projekt garantují viceprezidenti Spojených států amerických. V rámci tohoto projektu se již studenti zúčastnili několika zahraničních expedic (za polární kruh, na jižní pobřeží Norska, do Finska, Litvy, Maďarska, Ukrajiny), přírodovědeckého průzkumu pobřeží Jaderského moře, ekologické konference v Chorvatsku, Velké Británii, JAR a GLOBE konference v Indii.
Multilaterální projekt SLODIC – School Libraries: Open Doors to Intercultural Competences (partnerství škol v rámci evropského programu Comenius) umožnil studentům účast na mobilitách na Island a do Dánska. Jednalo se o tříletý projekt, kterého se účastnily partnerské země Dánsko, Portugalsko a Island. Cílem práce bylo naučit studenty vytvářet a využívat QR kódy, natočit krátký film, naučit se orientovat v multikulturním světě a prezentovat školu a město v zahraničí.

## Certifikace
Gymnázium je držitelem certifikace „Rodiče vítáni“ a je také členem Asociace aktivních škol.

## Tradiční akce školy
- Seznamovací a sportovní kurzy
- Voda
- Hory
- Návštěvy divadel
- Exkurze
- Zájezdy do zahraničí
- Výměnné pobyty ve francouzském Bouxwilleru
- Den otevřených dveří
- Bloková výuka na začátku školního roku
- Plesy
- Čert a Mikuláš